# Lista sygnatariuszy Konstytucji Stanów Zjednoczonych

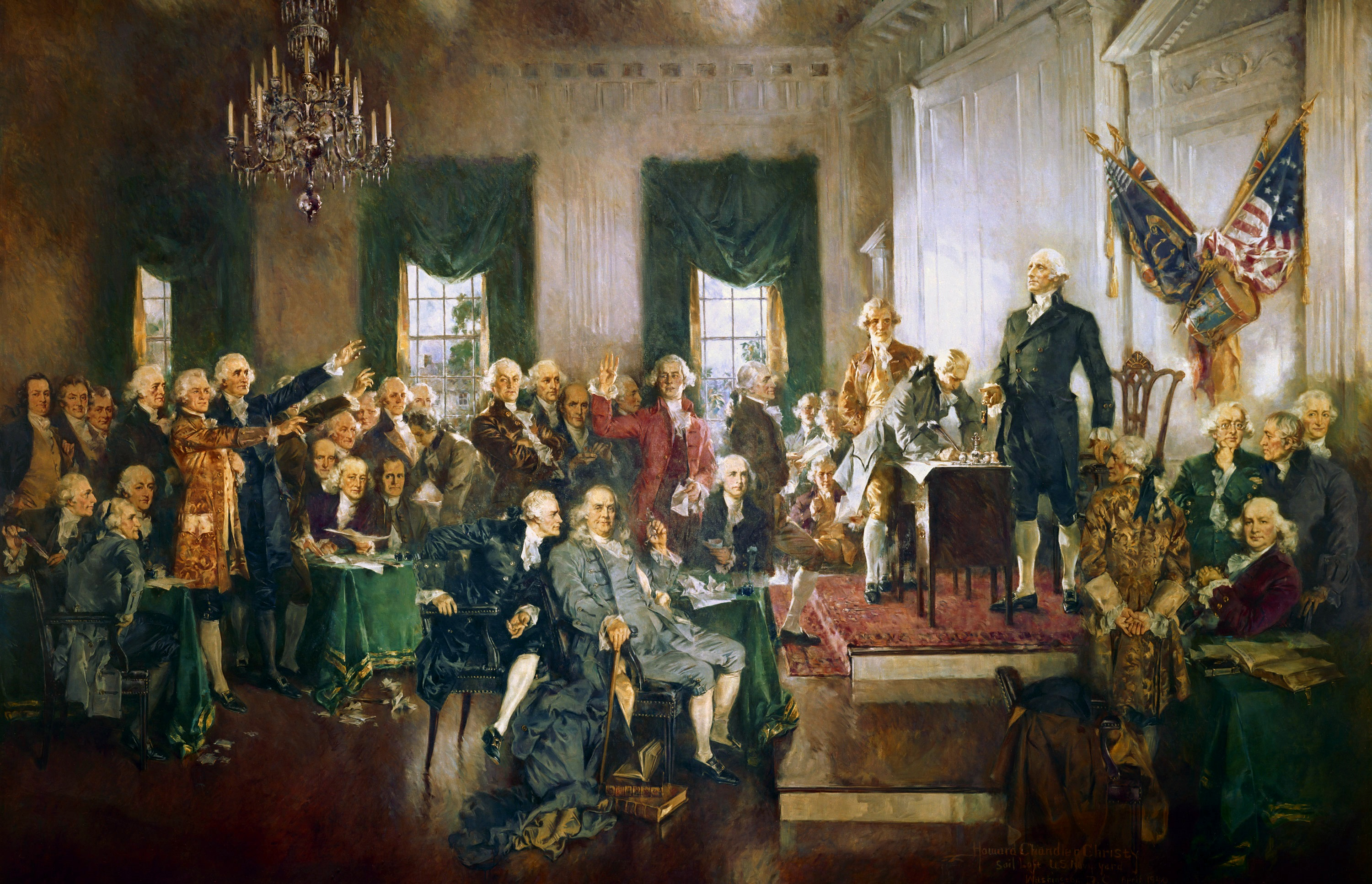
Obraz przedstawiający podpisanie Konstytucji Stanów Zjednoczonych autorstwa Howarda Chandlera Christy'ego

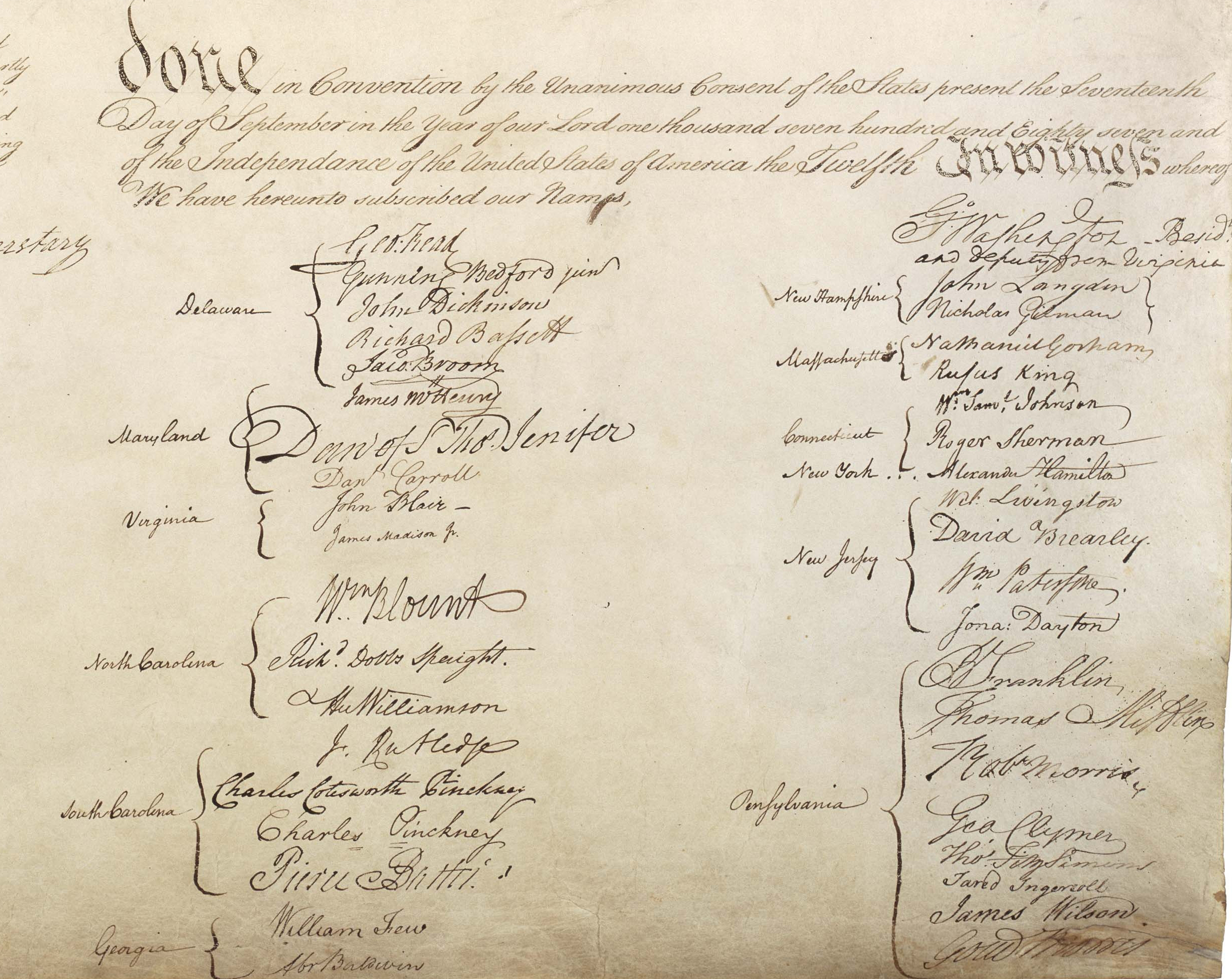
Podpisy pod Konstytucją Stanów Zjednoczonych

Lista sygnatariuszy Konstytucji Stanów Zjednoczonych zawiera 39 osób. Dwanaście z trzynastu stanów, z wyjątkiem Rhode Island, oddelegowało łącznie 70 przedstawicieli na konwencję konstytucyjną w Filadelfii. Z różnych względów na konwencję przybyło 55 delegatów, z których 39 podpisało konstytucję. Najmłodszym sygnatariuszem był Jonathan Dayton, który miał 26 lat, zaś najstarszym był Benjamin Franklin, który podpisał konstytucję w wieku 81 lat.

## Lista
| #  | Imię i nazwisko              | Stan                |
| -- | ---------------------------- | ------------------- |
| 1  | George Washington            | Wirginia            |
| 2  | George Read                  | Delaware            |
| 3  | Gunning Bedford Jr.          | Delaware            |
| 4  | John Dickinson               | Delaware            |
| 5  | Richard Bassett              | Delaware            |
| 6  | Jacob Broom                  | Delaware            |
| 7  | James McHenry                | Maryland            |
| 8  | Daniel of St. Thomas Jenifer | Maryland            |
| 9  | Daniel Carroll               | Maryland            |
| 10 | John Blair                   | Wirginia            |
| 11 | James Madison                | Wirginia            |
| 12 | William Blount               | Karolina Północna   |
| 13 | Richard Dobbs Spaight        | Karolina Północna   |
| 14 | Hugh Williamson              | Karolina Północna   |
| 15 | John Rutledge                | Karolina Południowa |
| 16 | Charles Cotesworth Pinckney  | Karolina Południowa |
| 17 | Charles Pinckney             | Karolina Południowa |
| 18 | Pierce Butler                | Karolina Południowa |
| 19 | William Few                  | Georgia             |
| 20 | Abraham Baldwin              | Georgia             |
| 21 | John Langdon                 | New Hampshire       |
| 22 | Nicholas Gilman              | New Hampshire       |
| 23 | Nathaniel Gorham             | Massachusetts       |
| 24 | Rufus King                   | Massachusetts       |
| 25 | William Samuel Johnson       | Connecticut         |
| 26 | Roger Sherman                | Connecticut         |
| 27 | Alexander Hamilton           | Nowy Jork           |
| 28 | William Livingston           | New Jersey          |
| 29 | David Brearly                | New Jersey          |
| 30 | William Paterson             | New Jersey          |
| 31 | Jonathan Dayton              | New Jersey          |
| 32 | Benjamin Franklin            | Pensylwania         |
| 33 | Thomas Mifflin               | Pensylwania         |
| 34 | Robert Morris                | Pensylwania         |
| 35 | George Clymer                | Pensylwania         |
| 36 | Thomas Fitzsimons            | Pensylwania         |
| 37 | Jared Ingersoll              | Pensylwania         |
| 38 | James Wilson                 | Pensylwania         |
| 39 | Gouverneur Morris            | Pensylwania         |